# Doliny Łabuńki i Topornicy
Doliny Łabuńki i Topornicy este o arie protejată (sit de importanță comunitară — SCI) din Polonia întinsă pe o suprafață de 2.054,72 ha, integral pe uscat.

## Localizare
Centrul sitului Doliny Łabuńki i Topornicy este situat la coordonatele 50°39′08″N 23°11′45″E / 50.6521°N 23.1957°E.

## Înființare
Situl Doliny Łabuńki i Topornicy a fost declarat sit de importanță comunitară în octombrie 2009 pentru a proteja 1 specie de plante și 9 specii de animale.

## Biodiversitate
Situată în ecoregiunea continentală, aria protejată conține 3 habitate naturale: Pajiști calcaroase din nisipuri xerice, Pajiști cu Molinia pe soluri calcaroase, turboase sau argilos-nămoloase (Molinion caeruleae), Fânețe de joasă altitudine (Alopecurus pratensis, Sanguisorba officinalis).
La baza desemnării sitului se află mai multe specii protejate:
- plante (1): Angelica palustris
- amfibieni (1): buhai de baltă cu burta roșie (Bombina bombina)
- mamifere (2): castor (Castor fiber), vidră de râu (Lutra lutra)
- nevertebrate (5): libelule (Leucorrhinia pectoralis), fluturele purpuriu (Lycaena dispar), Lycaena helle, Phengaris nausithous, Phengaris teleius
- reptile (1): țestoasa de baltă (Emys orbicularis)